# 비씨엔씨
비씨엔씨(BCNC Co., Ltd.)는 대한민국의 반도체 소재 기업이다. 합성쿼츠 등과 합성쿼츠 기반 부품을 생산한다 본사는 경기도 이천시 신둔면 마소로 57번길 25에 위치해 있으며 대표이사는 김돈한이다.

## 상장
2022년 3월 3일에 주관사를 NH투자증권으로 공모가 13,000원에 코스닥 시장에 상장하였다.

## 참고문헌
1. ↑  비씨엔씨, 합성쿼츠 ‘QD9+’ 2분기 양산 개시…”영업익 35% 급증 전망”, 인포스탁데일리, 2023년 4월 3일
2. ↑  이나영, 비씨엔씨, '반도체 불황'에 핵심 소재 '합성쿼츠' 공급 지연, 뉴스핌, 2023-07-29
3. ↑  권동준, ‘쿼츠 신흥 강자' 비씨엔씨, 합성쿼츠 2배 증설, ET뉴스, 2023년 2월 8일